# Андреа Елсън
Андреа Елсън (на английски: Andrea Elson) е американска филмова актриса.

## Биография и творчество
Най-известната ѝ роля е тази на Лин Танер от сериала „Алф“ (102 епизода, 1986 – 1990).
През 1993 г. Елсън се омъжва за телевизионния продуцент Скот Хопър. Двамата имат дъщеря Клер (р. 1994 г.). От 2008 г. е инструктор по йога.

## Филмография
- Whiz Kids (1983 – 1984)
- Simon & Simon (1984)
- ALF (1986 – 1990)
- Class Cruise (1989)
- Parker Lewis Can't Lose (1990)
- Who's the Boss? (1990)
- They Came from Outer Space (1990)
- ABC Afterschool Special (1991)
- Frankenstein: The College Years (1991)
- Married People (1991)
- Married...with Children (1993)
- Mad About You (1994)
- Surgical Strike (1994) (Video Game)
- Step by Step (1996)
- Kirk (1996)
- Men Behaving Badly (1997)
- The Young and the Restless (1998)